# Borica
A borica a hétfalusi csángók jellegzetes tánca. A téli napforduló rítusaihoz tartozó legénytánc. Főleg aprószentek napján (december 28-án) járják, de régen a farsangba is áthúzódott.
A táncosok színes szalagokat és zajkeltő eszközöket (csörgőket, sarkantyúkat) viselnek. Kezükben csákányt, vagy lapockát tartanak. A motívumok gyarapodó ismétléséből (egyes, kettes, hármas és török borica) építkezik. A táncosokat négy álarcos „kuka” kíséri, melyeknek kelléke a derékra erősített kolomp, fakard és a kézben tartott korbács. Vonuláskor a csoport élén haladó „tebetartó” viszi a tebét, amely egy fenyőfa levágott hegye aranyozott gyümölcsökkel díszítve. A vatáf (rom. vătaf = vezető, vezér) és az első legény vezetésével mentek udvarról udvarra. Pantomimikus játékukban megjelenik a jelképes meghalás és életre fújás.
Eredetét tekintve rokonságot mutat a román căluşul nevű tánccal, illetve a moreszka-táncokkal. Első leírását 1868-ból ismerjük.

## Weboldalak
- https://web.archive.org/web/20190426134455/https://www.tatrangiborica.com/